# 元盛资产管理
元盛资产管理（Winton Capital Management, 简称WCM）是一家英国投资管理公司，由David Harding创立。元盛在美国证券管理局 （SEC）、美国商品期货交易局 （CFTC）及英国证监会（FCA）以认可之投资经理人身份进行其期货基金（CTA）业务。
元盛在全球100多家期货交易所内进行交易，涉及广泛层面的资产及环球証券投资。公司於1997年的启动资金仅为160万美元；截至2017年，公司管理的资产已达285亿美元.

## 历史

### 创立
1996年，物理学家兼基金经理的David Harding离开了Man AHL（原名为Adam, Harding and Lueck，一家系统化的管理期货基金），并创立了元盛资产管理。元盛资产管理以Harding的中间名命名；于1997年10月，公司开始通过其旗舰基金（元盛期货基金）进行交易。在构思公司发展路向的时候，Harding从文艺复兴科技公司（Renaissance Technologies）那里取得灵感；文艺复兴科技公司是一家位于纽约长岛的对冲基金管理公司。WCM聘请统计师、工程师和物理学家，根据科学研究和分析制定投资策略。
据Harding所说，由于当时投资人更偏向于关注股票市场而非期货市场的对冲基金战略，因此对于作为商品交易顾问（CTA）的WCM曾在吸引客户方面有一定困难。但是，由于收费低于行业标准，因此基金还是能够争取到了投资者。

### 创业之初
1997年10月，基金启动时所拥有的资产约为160万美元。第一个月，基金价值就跌了约13%，但截止到当年底还是取得了3.49%的回报。在接下来的三年中，WCM的盈利为：1998年52.18%；1999年15.07%；2000年10.44%。截至1999年11月，公司已从投资人筹集到了1亿美元的资本。同年，WCM开始开拓日本市场。良好的投资回报持续到了2001年下半年；自2001年911恐怖袭击发生后，公司经历了四个月的回撤。
从公司创立之初到2000年代中，公司的平均年投资回报率约为19%。2004年，公司的员工人数和其管理的资产均大幅度增加，其中管理的资产达到10亿美元。

### 扩张
2005年9月，公司成立元盛发展基金，该基金旨在成为一项混合套利及多重策略基金，投资于各类金融工具和证券。该项基金的启动是公司从期货市场向一个更多样化的策略过渡过程中的一步。2007年7月，高盛资产管理国际旗下的私募基金Petershill基金收购了WCM 9.99%的股权。据公司称，公司认为此项收购将进一步增加市场对公司业绩的信心。截至2007年，WCM管理的资产总值已达100亿美元，被行业期刊Absolute Return评为第三大CTA。次年，凭借高达65%的利润率，元盛资产管理被Real Business评为2008年度“盈利最高公司”；此外，公司还被The Daily Telegraph评为英国第三大私人金融公司。
公司继续扩张，并且“成为一家涉域更广的投资公司”。2008年末，公司在香港开设了其首家在英国境外的办公室。在2008年和2009年的经济下滑中，公司所持有的投资相对表现较好，继上一年度取得高达20.25%的投资回报后，公司于2009年的亏损仅为-5.39%。2010年，公司启动了元盛全球股权基金，并在欧洲获得了UCITS许可。该基金旨在成为一项长期的、采用量化分析的投资组合。
截止2011年，元盛资产管理除2009年外每年均取得了正的投资回报。自公司于1997年成立之初，直到2010年期间，元盛期货基金的平均净年化投资回报率约高达17%

## 组织

### 运营
David Harding 是公司创办人并担任公司主席及行政长官。在公司团队里, Matthw Biddall是首席投资官 （CIO） 而Raj Patl是首席营运官 （COO） Winton现有280员工而当中约百分之七十 （70%）  的员工拥有公司的股票或股票认购权。

### 投资策略
自成立之日起，元盛资产管理在美国商品期货交易管理委员会（CFTC）和英国金融服务管理局（FSA）监管下开始以商品交易顾问（CTA）进行交易。与此同时,公司为美国証券管理局（SEC）认可的投资顾问。公司把自己称为一家“现代投资管理公司”，采用管理期货策略，利用数据分析和建模，以跟踪全球期货市场的价格趋势（比如商品和债券。成立了元盛发展基金和元盛全球股权策略後，公司开始向投资人提供多重投资策略及全面性的投资计划从而投资环球股票市场。
WCM通过研究和量化数据分析，识别市场中的有利趋势；公司对于研究的关注，使其有别于行业中的其他公司。公司利用科学研究收集数据、识别规律并开发统计工具应用于投资之上。WCM凭借不断的研究，以尽最大可能使其交易模型取得良好回报。公司根据市场数据应用研究所得出的关系，建立其交易模型；比如，从对1988年玉米牛市的研究中得出的震荡性预测。

元盛的期货交易是高度自动化和系统化的，元盛利用计算机运算法则，在全球100多个期货市场开展金融资产的期货交易，包括股权、货币、债券、商品、牲畜和能源。元盛将结合长期的和短期的交易作为其投资策略的一部分，并结合各项关联度小的策略，将其风险回报率最大化。据公司称，公司在研究、统计数据分析、股票选择以及期货投资各方面，皆运用了相同的数学工具。约2008年起, 元盛期货基金巳曾加其现金股权业务的投资比重。  

### 基金
元盛多元化投资策略由管理账户和元盛期货基金组成，利用不同的模型，在全球100多个期货市场进行交易。元盛期货基金是元盛的旗舰基金，亦是运营时间最长的基金；该基金是在爱尔兰证券交易所中交易的管理期货基金。该基金利用趋势跟踪策略，着重长期趋势，至2011年4月的平均年化投资回报率近17%。元盛投放的第二项基金是元盛发展基金，于2005年9月起开始交易，是一项多重策略基金，其投资工具不受任何限制。元盛全球股票基金旨在利用元盛的数学分析方法，对一类资产进行投资；该基金已于2010年在欧洲获得UCITS许可。

### 公司管理的资产
元盛资产管理于1997年10月启动时，公司仅持有160万美元的资产。3數年后，截至2000年末，公司持有的资产已超过1.5亿美元。2004年，即公司的第7个运营年度，公司管理的资产达到10亿美元。在2000年代中期到末期，公司获得了大量的资本流入，使其管理的资产迅速从2006年年中的48亿美元增加到2009年的124亿美元。在2010年到2012年期间，元盛管理的总资产又增加了几乎150亿美元，从2010年6月的137亿美元增加到了2012年2月的285亿美元。